# Melithaea flabellifera
Melithaea flabellifera är en korallart som först beskrevs av Kükenthal 1908.  Melithaea flabellifera ingår i släktet Melithaea och familjen Melithaeidae. Inga underarter finns listade i Catalogue of Life.